# Större frostfjäril
Större frostfjäril (Operophtera fagata) är en fjärilsart som först beskrevs av Georg Ludwig Scharfenberg 1805. Större frostfjäril ingår i släktet Operophtera och familjen mätare, Geometridae. Arten är reproducerande i Sverige. Inga underarter finns listade i Catalogue of Life.
Större frostfjäril flyger från september till november och hanarna har normalt en vingbredd på 27 till 34 millimeter. Honorna har bara stumpar till vingar och benämns oftast som vinglösa. Arten kan vara svår att skilja från mindre frostfjäril, Operophtera brumata.
Större frostfjäril förekommer allmänt i Sverige från Skåne till Lycksele lappmark.